# Nymphidium platea
Nymphidium platea är en fjärilsart som beskrevs av John Obadiah Westwood 1851. Nymphidium platea ingår i släktet Nymphidium och familjen Riodinidae. Inga underarter finns listade i Catalogue of Life.